# Fortunát
A Fortunát latin eredetű férfinév, a Fortunatus rövidülése, jelentése: boldog, szerencsés. Női párja: Fortunáta.

## Gyakorisága
Az 1990-es években szórványos név, a 2000-es években nem szerepel a 100 leggyakoribb férfinév között.

## Névnapok
- június 1.[2]
- július 12.[2]

## Híres Fortunátok
- Boros Fortunát Domokos erdélyi tartományfőnök ferences szerzetes